# روبرت هيرت
روبرت هيرت (بالإنجليزية: Robert Hurt (politician)) (و. 1969 – م) هو سياسي، ومحام من الولايات المتحدة الأمريكية ولد في مدينة نيويورك.
وهو عضو في الحزب الجمهوري .